# بي تي أر-دي
بي تي أر-دي (بالروسية: BTR-D) هي ناقلة جنود مدرعة سوفيتية متعددة المهام يمكن إنزالها جوا دخلت الخدمة عام 1974. تستخدم العربة لنقل افراد قوات الانزال الجوي والزيادة من قدرتهم على الحركة وتسليحهم ووقايتهم في ميدان المعركة. وتضمن العربة القيام بالاعمال القتالية التي تتصف بخفة الحركة في الهجوم والدفاع. ويمكن استخدامها بالتعاون مع غيرها من الأسلحة أو بشكل مستقل.